# 郭晓梅
郭晓梅（1971年3月—），中华人民共和国外交官，曾任中华人民共和国驻马达加斯加共和国特命全权大使，现任中华人民共和国驻爱沙尼亚共和国特命全权大使。

## 生平
1995年，进入中华人民共和国外交部工作，先后在外交部条约法律司、中葡联合联络小组中方代表处、外交部驻澳门特别行政区特派员公署任职。2009年，任常驻联合国代表团参赞。2013年，任外交部条约法律司参赞。2017年，升任外交部条约法律司副司长。2020年10月，出任中华人民共和国驻马达加斯加大使。2023年9月，自驻马达加斯加大使离任，出任中华人民共和国驻爱沙尼亚大使。

## 家庭
已婚，有二子。